# Parlamentswahl in Bulgarien 1899
Die Parlamentswahl in Bulgarien 1899 wurde am 25. April für die Nationalversammlung des Fürstentums Bulgarien abgehalten. Die Wahlen für die 10. ordentliche Nationalversammlung wurden von der Liberalen Partei, geführt von Wassil Radoslawow gewonnen, die im Januar eine Regierung mit der Volksliberalen Partei unter dem Vorsitz von Dimitar Grekow bildete. Die Wahlbeteiligung lag bei 49,5 % der Bürger. Gewählt wurden 169 Abgeordnete.

## Ergebnis
| Partei                             | Stimmen 1 | Prozent | Sitze |
| ---------------------------------- | --------- | ------- | ----- |
| Liberalna Partija                  | 138.900   | 040,6   | 089   |
| Volksliberale Partei               | 054.400   | 015,9   | 019   |
| Progressive Liberale Partei        | 054.400   | 015,9   | 08    |
| Volkspartei                        | 041.600   | 012,1   | 02    |
| Demokratische Partei               | 036.300   | 010,6   | 010   |
| Sozialdemokratische Arbeiterpartei | 012.100   | 03,5    | 04    |
| Bauernvolksbund                    | 04.700    | 01,4    | 0     |
| Konservative Partei                |           |         | 01    |
| Andere                             |           |         | 04    |
| Unabhängige                        |           |         | 032   |
| Insgesamt                          | 342.400   | 100,0   | 169   |

| Partei              | Stimmen 1 | Prozent |
| ------------------- | --------- | ------- |
| Registrierte Wähler | 766.415   |         |
| Abgegebene Stimmen  | 379.077   | 49,5    |
| Ungültige Stimmen   | 036.677   | 09,7    |
| Gültige Stimmen     | 342.400   | 90,3    |